# Dimitrij Ipatov

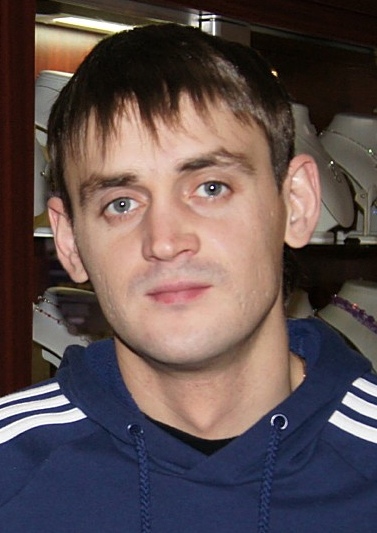
Dimitrij Ipatov 2011

Dmitrij Gennadjevitsj Ipatov (ryska: Дмитрий Геннадьевич Ипатов), född 30 juni 1984 i Magadan i Magadan oblast, Sovjetunionen, är en rysk backhoppare. Han representerar Rossiya Magadan.

## Karriär
Ipatov tävlade i junior-VM 2002 i Schonach im Schwarzwald i Tyskland i en tävling som vanns av Janne Happonen från Finland. Ipatov blev nummer 47. 
Han debuterade internationellt i kontinentalcupen i Lahtis i Finland 14 december 2002. Där blev han nummer 42. Han tävlade i sin första deltävling i världscupen i Kuusamo i Finland 30 november 2003. Ipatov blev nummer 41 i sin första världscuptävling. 
Under olympiska spelen 2006 i Turin i Italien tävlade Ipatov i samtliga grenar. Han blev nummer 19 i normalbacken och nummer 27 i stora backen i Stadio del Trampolino i Pragelato. I lagtävlingen placerade sig Ipatov och det ryska laget på åttonde plats. Ipatov tävlade också i olympiska spelen 2010 i Vancouver i Kanada. Här blev han nummer 46 (normalbacken) och 47 i de individuella tävlingarna i Whistler Olympic Park. I lagtävlingen kom ryssarna på tionde plats.
Ipatov startade i Skid-VM 2005 i Oberstdorf i Tyskland. I normalbacken blev han nummer 40 i den individuella tävlingen. I lagtävlingen i normalbacken kom Ipatov och det ryska laget på femte plats och i stora backen placerade han sig på sjätte plats tillsammans med lagkamraterna. I skid-VM 2007 i Sapporo i Japan blev Ipatov nummer 9 i normalbacken och nummer 17 i stora backen. I lagtävlingen tog det ryska laget en sjätteplats. Österrike vann tävlingen före Norge och Japan. 
I VM i skidflygning 2004, i skidflygningsbacken Letalnica i Planica i Slovenien blev Ipatov nummer 39 i den individuella tävlingen. Det arrangerades dessutom lagtävling i skidflygnings-VM för första gången i Planica 2004, och Ipatov och ryska laget kom på sjunde plats. Norge vann före Finland och Österrike. Under skidflygnings-VM 2006 i Kulm i Bad Mitterndorf i Österrike tävlade Ipatov endast i lagtävlingen och det ryska laget placerade sig på sjunde plats. 
Ipatov startade i vinteruniversiaden 2007 i Pragelato i Italien. Han vann den individuella tävlingen i normalbacken och i lagtävlingen kom det ryska laget på tionde plats. I tävlingen i stora backen vann Ipatov en bronsmedalj. I skidflygnings-VM 2008, i Heini Klopfer-backen i Oberstdorf, tävlade Ipatov endast i den individuella tävlingen. Där blev han nummer 37. 
Ipatov har tävlat flera säsonger i världscupen utan att placera sig på prispallen i de individuella tävlingarna. Som bäst var han säsongen 2006/2007 då han blev nummer 21 sammanlagt. Sedan skidflygnings-VM 2008 har Ipatov tävlat mestadels i kontinentalcupen.